# 口徑

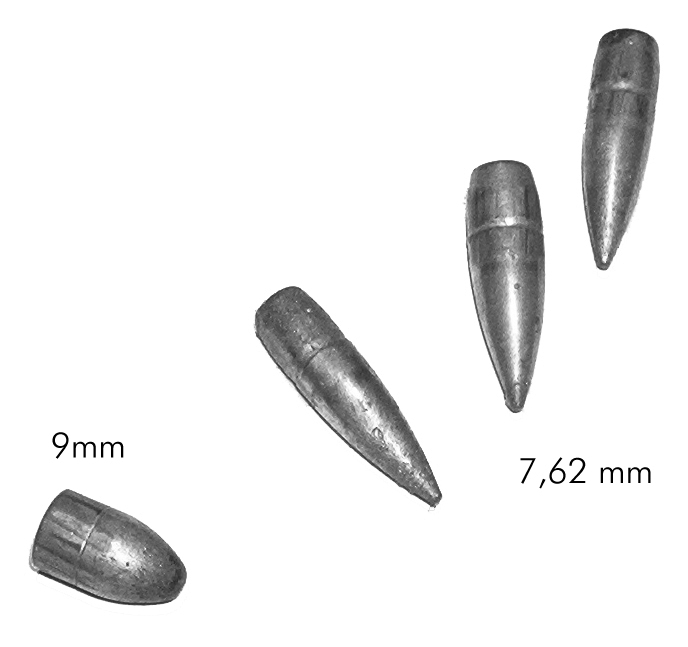
不同口径的子弹

口徑常用在表示管狀火器與彈藥，或者是其他圓柱形武器，譬如火箭或者是飛彈的直徑大小上。口徑大小的差異往往也代表武器或者是彈藥的重量與能夠產生的威力。

## 火器
口徑在管狀火器，像是槍械或是火炮方面，代表的是槍管或是炮管內部的直徑大小。譬如5.56公厘步槍代表槍管內部的直徑是5.56公厘。口徑和倍徑兩個數字是標示火炮型態的重要資料，像是40公厘/70或者是40公厘/L70的表示方式，前者代表火炮直徑（40公厘），後者代表炮管長度是口徑的70倍（倍徑）。

## 彈藥
口徑在彈藥的表示上是以彈藥外側的直徑作為標示的依據。配合口徑使用的另外一個數字是彈殼的長度，像是7.62×39代表子彈的直徑為7.62毫米，彈殼長度為39毫米（大約值）。

## 其他武器
對於火箭、飛彈或者是炸彈等的口徑表示，是以不包含任何控制或者是穩定面長度下的彈體最大外側直徑大小為量測的依據。